# 牻牛儿苗科
牻牛儿苗科（学名：Geraniaceae）共有7至11属约800余种，分布在世界各地的温带和亚热带地区，也有少数种生长在热带，中国有4属70余种。比较重要的属是老鹳草属（430余种）、天竺葵属（280余种）和牻牛儿苗属（80余种）。基本为草本或亚灌木。单叶，互生或对生；花两性，基本为5基数，雄蕊或5的倍数；蒴果通常有长喙，室间开裂。多种可供药用，天竺葵原生于南非，现被世界各地广泛引种并培养出多种变种，作为观赏花卉。

## 图片

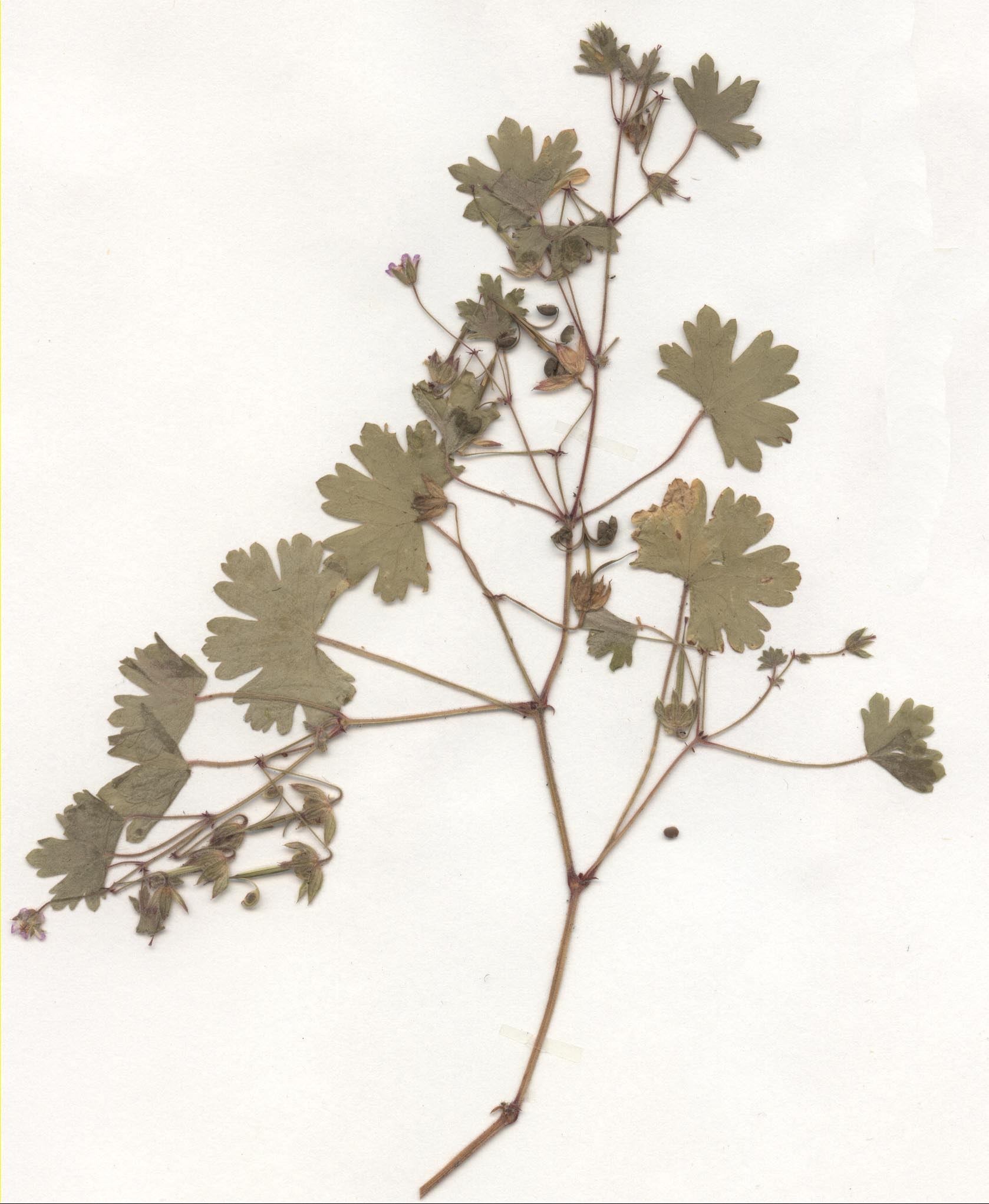
圆叶老鹳草全草 (Geranium rotundifolium)
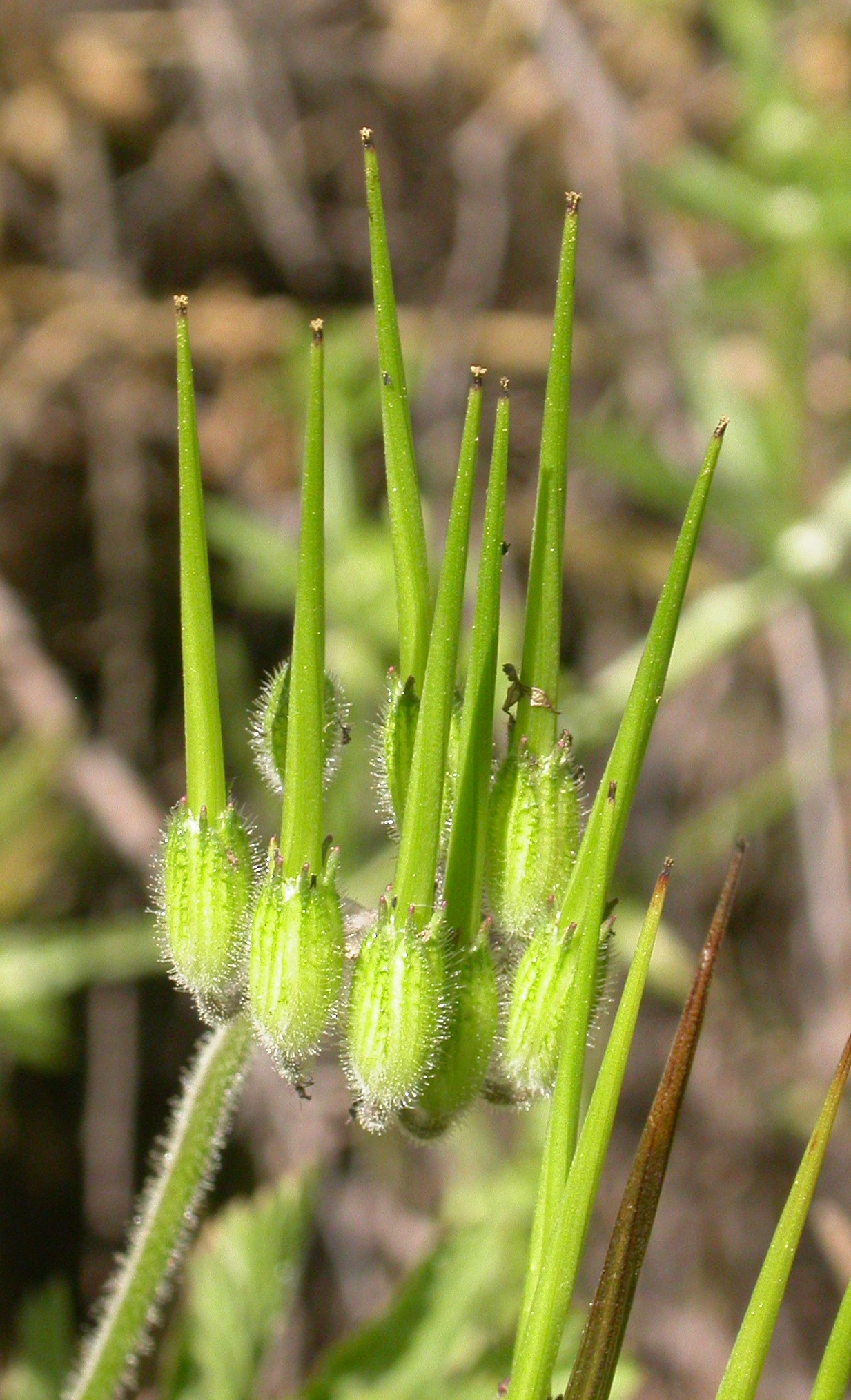
大牻牛儿苗果实 (Erodium botrys)
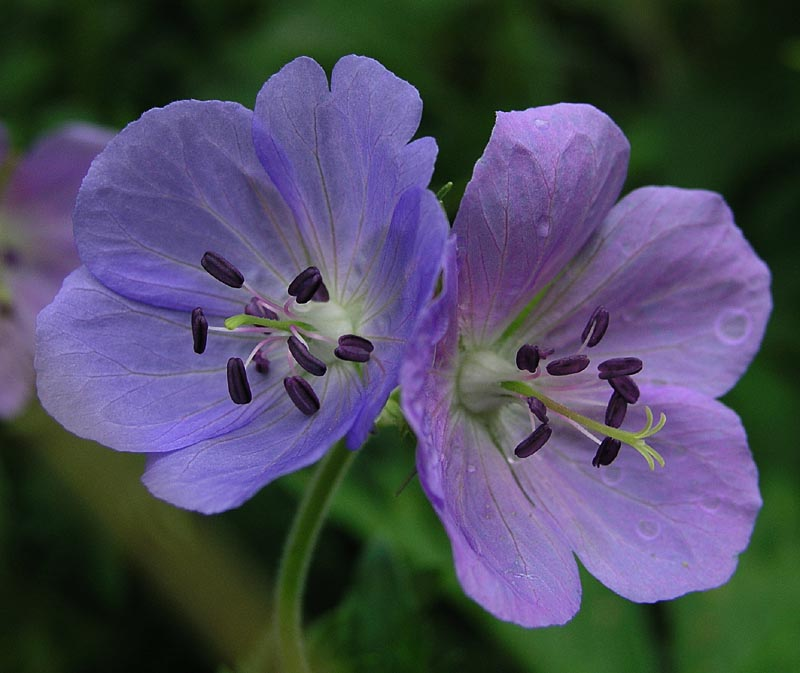
草甸老鹳草的花 (Geranium pratense)
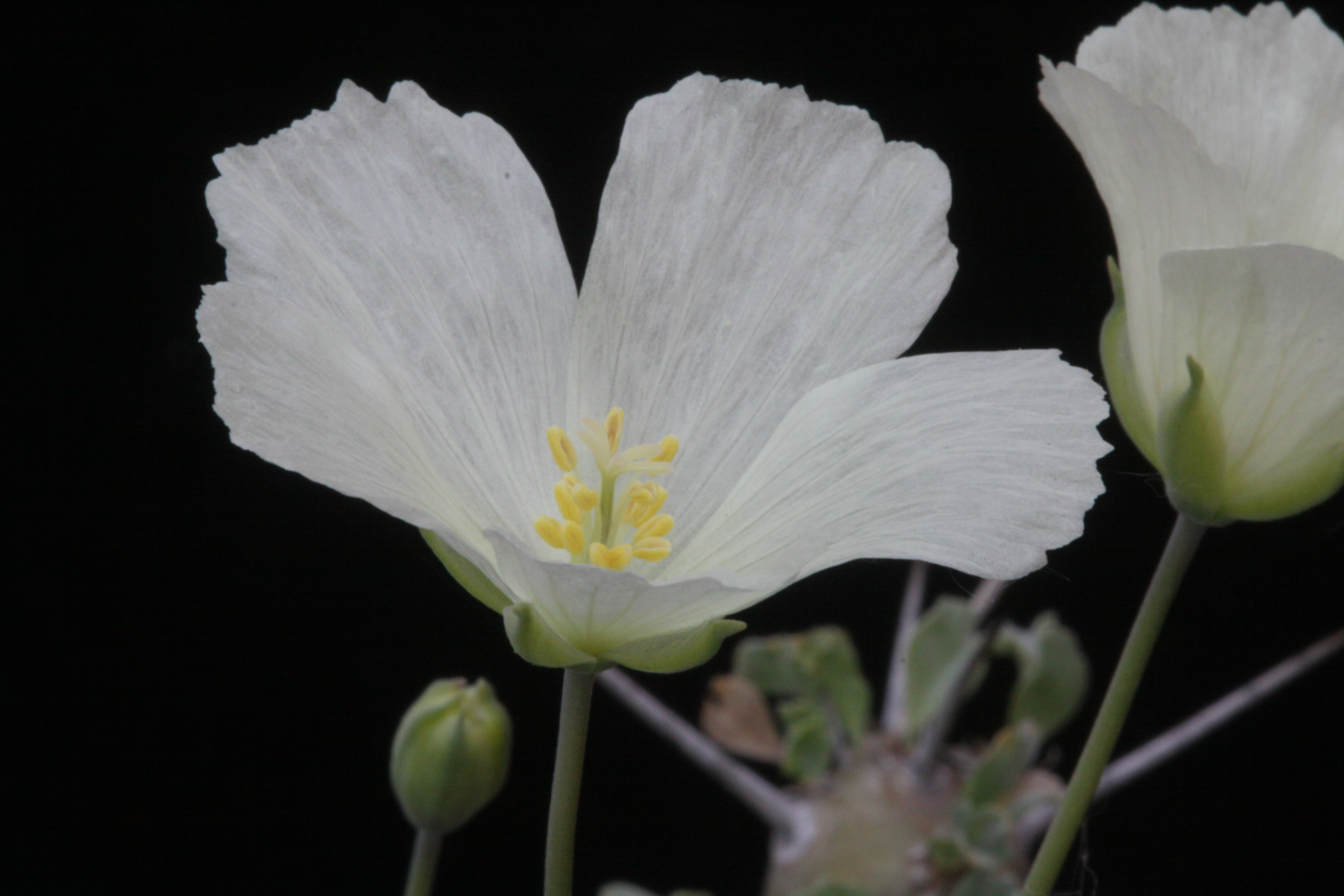
Sarcocaulon crassicaule